# Intellectual Property and the Construction of Authorship
Intellectual Property and the Construction of Authorship ist der Titel einer Tagung der Society for Critical Exchange an der Case Western Reserve University. Der dazugehörige Tagungsband erschien unter dem Titel The Construction of Authorship: Textual Appropriation in Law and Literature. Er wurde von Martha Woodmansee und Peter Jaszi herausgegeben. Auf diesen Arbeiten fußte ein Großteil der nordamerikanischen Forschungen zum Autor in den 1990ern, das Buch beinhaltet bis heute grundlegende Texte zur Entwicklung des Autors.
Der Tagungsband versammelt die Vorträge der Veranstaltung, die Herausgeber ergänzten den Band um weitere thematisch passende Texte aus wissenschaftlichen Zeitschriften. Theoretisch bauen die meisten Beiträge auf Arbeiten Michel Foucaults, Jacques Derridas und Roland Barthes’ auf, gehen jedoch über diese Ansätze hinaus. Jahre bevor die Urheberrechtsdiskussion breite Bereiche der Wissenschaft und der Politik erfasste, lieferte der Sammelband ein umfassendes Bild der amerikanischen Diskussion über Urheberrechte, und die Entwicklung der modernen Copyright-Ideologie.
Der Aufsatz von Alfred C. Yen diskutiert die Vorteile des Urheberrechts; historische Studien zum Urheberrecht liefern Peter Lindenbaum, der den Vertrag zu Paradise Lost untersucht, während John Feather die verschiedenen Stadien der Genese des englischen Urheberrechts untersucht. Mark Rose untersucht den Prozess zwischen Alexander Pope und dem – unautorisierten – Verleger von Popes Briefen an Swift. Er untersucht, wie Autoren die Mechanismen der Statute of Anne für sich zu nutzen begannen, obwohl diese ursprünglich als Verlegerschutzrecht installiert worden war. Er kommt zu dem Schluss, dass das Recht hier die entscheidende Änderung vom Schutz des Buches als physischem Objekt hin zum immateriellen Werk durchlief.
Joseph untersucht die Stellung des Copyrights in Charles Dickens’ Roman Martin Chuzzlewit, während Marvin D'Lugo zu spanischen Filmschaffenden und ihrem Autorenstatus während der Franco-Diktatur schreibt. David Sanjek wiederum legt die Entwicklungen in der zeitgenössischen Musik durch CDs und Kopien, Hip-Hop und Samples dar. Den Abschluss bilden Monroe E. Price und Malla Pollack mit ihrer Besprechung des Prozesses Feist Publications v. Rural Telephone Service von 1991.
In ihrem gemeinsam formulierten Einführung weisen Woodmansee und Jaszi darauf hin, dass die „romantische Auffassung des Autors“ Ungleichgewichte im Urheberrecht schaffe, da es ganze Wissensformen wie traditionelles Volkswissen ebenso ausschließe, wie es für bestimmte Kunstformen wie Improvisationen und Aktionskunst keine Schutzmöglichkeit vorsehe. Das Urheberrecht gehe immer noch vom einzelnen Autor aus. Dabei würden bereits 1992 zahlreiche Werke kollaborativ geschaffen. Das damals in seinen Anfängen liegende Internet biete durch seine Struktur viele weitere Anreize zum gemeinschaftlichen Arbeiten an einem Text. Ein Rechtssystem, das auf den einzelnen Autor abstelle, könne dem nur schwerlich gerecht werden. Während die Autoren mit der poststrukturalistischen Autorkritik Foucaults beginnen, fordern sie doch keine radikale Umgestaltung des Urheberrechts, sondern mehr eine technisch ausgefeiltere Anwendung.